# Peter Malberg
Peter Martinus Malberg, född 21 september 1887 i Århus, död 23 juni 1965 i Glostrup, var en dansk skådespelare. Han var bror till skådespelaren Henrik Malberg. 
Malberg filmdebuterade redan 1910 i stumfilmen Elverhøj I. Bland hans filmer kan nämnas Lynet (1934), Bolettes Brudefærd (1938) och titelrollen i Thummelumsen (1941). Han medverkade även bland annat i nio Morten Korch-filmer samt spelade onkel Anders i de populära Far till fyra-filmerna under 1950-talet.

## Filmografi i urval
- 1913 – Lille Klaus og store Klaus
- 1914 – Fyrtaarnets Hemmelighed
- 1919 – Kärlekens allmakt
- 1921 – Vår gemensamma vän I. Mysteriet vid Themsen
- 1934 – Lynet
- 1938 – Bolettes brudefærd
- 1941 – Alla gå kring och förälska sig
- 1941 – Thummelumsen
- 1943 – Hans Onsdagsveninde
- 1944 – Åtta ackord
- 1950 – De røde heste
- 1950 – Historien om Hjortholm
- 1953 – Far till fyra
- 1954 – Far till fyra far till fjälls
- 1955 – Far til fire på landet
- 1956 – Farsans rackarungar
- 1957 – Ingen tid til kærtegn
- 1959 – Far til fire på Bornholm
- 1964 – Sommer i Tyrol
- 1965 – Halløj i himmelsengen

## Utmärkelser
- Riddare av Dannebrogorden,  1948[1]
- Bodilpriset för bästa manliga huvudroll, för Ingen tid til kærtegn,  1957[2]

[Redigera Wikidata]